# 前610年代
| 千纪： | 前1千纪 |
| 世纪： | 前8世纪 \| 前7世纪 \| 前6世纪                                                                              |
| 年代： | 前640年代 \| 前630年代 \| 前620年代 \| 前610年代 \| 前600年代 \| 前590年代 \| 前580年代                    |
| 年份： | 前619年 \| 前618年 \| 前617年 \| 前616年 \| 前615年 \| 前614年 \| 前613年 \| 前612年 \| 前611年 \| 前610年 |

前610年代從前619年1月1日開始，於前610年12月31日結束。

## 大事记
- 前619年，周襄王鄭卒，子周頃王壬臣嗣位。
- 前618年，曹共公襄卒，子曹文公壽嗣位。
- 前618年，燕襄公卒，燕桓公嗣位。
- 前618年，晉內亂，大夫箕鄭父刺殺先克。
- 前618年，晉国殺大夫梁益耳、先都、箕鄭父、士縠、蒯得。
- 前617年，晉攻秦，攻陷少梁。秦攻晉，攻陷北徵。
- 前616年，鄋瞞侵齊攻魯，魯大夫叔孫得臣於咸邑大敗鄋瞞，殺其首领長狄僑如。
- 前615年，楚滅宗國。
- 前615年，秦再攻晉國，攻陷羈馬，河曲之战。
- 前614年，陳共公朔卒，子陳靈公平國嗣位。
- 前614年，楚穆王商臣卒，子楚莊王侶嗣位。
- 前614年，邾國遷都繹城。
- 前614年，國君邾文公卒，子邾定公嗣位。
- 前613年，周頃王卒，子周匡王嗣位。
- 前613年，齊昭公潘卒，子舍嗣位。齊昭公弟商人杀舍嗣位，即齊懿公。
- 前612年，蔡莊侯卒，子蔡文侯嗣位。
- 前612年，晉郤缺率上下二軍攻蔡國。
- 前612年，閃族加爾底亞部落崛起，攻陷尼尼微城，亞述帝國亡，定都巴比伦，史稱新巴比伦王国。
- 前611年，楚得秦、巴之助，滅庸国。
- 前611年，宋昭公凶暴，宋襄公夫人王姬遣人将他攻殺，立宋昭公弟公子鮑，是為宋文公。
- 前610年，斯巴達行新法，全國皆兵，男子七歲起即受軍訓，十八歲入伍。